# Масонство в Испании
Масонство в Испании имеет долгую и непростую историю, в которой были этапы развития и упадка, многолетние запреты и репрессии против членов братства. При диктаторе Франко масоны расстреливались без суда и следствия, только по одному подозрению причастности к братству. Эта печальная история масонства в Испании, на протяжении нескольких столетий, оставила глубокий след в испанском масонстве. Последние 37 лет испанское масонство сумело восстановиться после долгих лет вынужденного бездействия и сейчас развивается во всех направлениях масонства — регулярном, либеральном и смешанном.

## История

### Масонство в Испании в XVIII веке
В Испании масонство появилось в XVIII веке. 15 февраля 1728 года в Мадриде герцогом Уортоном, бывшим великим мастером Великой ложи Англии, была основана ложа «Las Tres Flores de Lis» или, как её стали называть позже, «Matritense». В неё входили проживавшие в Испании британцы. ОВЛА признала ложу, занеся её в реестр под номером 50. Год спустя была открыта еще одна ложа в Гибралтаре.
В 1740 году Филипп V издал указ против масонов, довольно большое число которых было арестовано и приговорено к галерам. В указе Фердинанда VI 1751 года вольные каменщики осуждались на смерть без суда и следствия. Однако к концу века с восхождением на престол Карлоса III преследования масонов постепенно прекращаются. Уже в 1780 году известный испанский дипломат и государственный деятель Педро Пабло Абарка де Болеа, граф Аранда, основал Великий национальный восток Испании и стал его первым великим мастером.

### Масонство в Испании в XIX веке
После вторжения Наполеона в Испанию французские военные основали несколько лож в Каталонии. Кроме того, на Балеарских островах существовали ложи, в которых состояли французские военнопленные.
Тот факт, что масонами были многие военнослужащие во французской и английской армии, а также руководители войны за независимость испанских колоний в Америке (Симон Боливар, Хосе де Сан-Мартин и др.) отрицательно повлиял на образ масонства в Испании.
В период с 1837 по 1868 годы масоны в Испании были загнаны в подполье, лишь в 1869 году им снова было разрешено вести свою деятельность открыто. Масонство было наиболее распространено в следующих регионах: Каталония, Андалусия, Валенсия, Мурсия и Балеарские острова.
21 мая 1889 года после слияния Великого востока Испании и Великого национального востока Испании образуется Великий испанский восток, великим мастером которого становится Мигель Морайта Саграрио. Спустя год в новом послушании состояли около 120 лож по всему миру, в том числе существовали ложи на Филиппинах, Кубе, Пуэрто-Рико.
В конце XIX века масонство вновь подвергается критике вследствие колониального кризиса, который привел к независимости Филиппин (1896 год) и Кубы (1898 год). 21 августа 1896 года у Великого испанского востока были изъяты архивы, а несколько масонов были задержаны и заключены в тюрьму. В результате, послушание было вынуждено приостановить свою работу на определенный период времени.

### Масонство в Испании в XX веке
В 1900 году на Международном масонском конгрессе в Париже Великий испанский восток официально заявил о возобновлении своей деятельности.

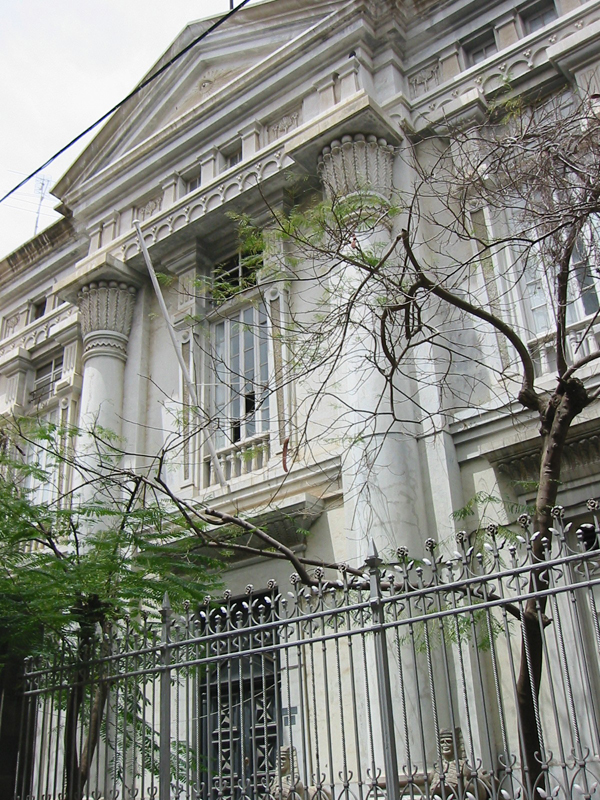
Масонский храм Санта-Крус-де-Тенерифе — один из немногих масонских храмов, уцелевших в период диктатуры Франко

С приходом к власти генерала Примо де Ривера масонство попадает под запрет. В сентябре 1928 года одна из двух великих лож была закрыта, и около 200 масонов были арестованы, в том числе великий мастер ВИВ.
К 1936 году под юрисдикцией Великого испанского востока находились около 200 лож, насчитывающих более 6000 масонов, однако, уже в том же году генерал Франко публикует свой первый декрет против масонства и начинает масштабные репрессии в отношении вольных каменщиков. За малейшее подозрение в связях с масонством человек мог быть казнен. После победы Франко в Гражданской войне (1936—1939 годы) более 10 000 человек были расстреляны за принадлежность к братству. Официально масонство было запрещено 2 марта 1940 года. Представители Великого испанского востока были вынуждены бежать в Мексику, где их принял президент-масон Ласаро Карденас.
Вскоре после падения диктатуры Франко в 1977 году начинается процесс переговоров в Страсбурге, Париже и Мадриде между французскими масонскими организациями и правительством Испании о возвращении на родину Великого испанского востока. В 1980 году была создана Великая символическая ложа Испании, имеющая отношения с ВВФ, и в 1981 году была учреждена Великая ложа Испании, признанная ОВЛА.

## Современные масонские организации в Испании
- Великая ложа Испании. Основана в 1981 году. Имеет признание ОВЛА. ВЛИ объединяет 2500 масонов в 179 ложах.
- Великая символическая ложа Испании. Основана в 1980 году. Смешанное послушание. Входит в состав CLIPSAS.
- Великий восток Каталонии. Основан в 1989 году. Насчитывает 12 лож. Смешанное послушание.
- Международный смешанный масонский орден Право человека. Первая ложа в Испании была основана в 1921 году. Был вынужден прекратить свою деятельность с 1938 года до 1979 года.
- Великий иберийский восток. Основан в 2001 году по патенту Великого востока Бельгии. Смешанное послушание.
- Великая женская ложа Испании. Основана 4 июня 2005 года.
- Великий приорат Испании. Основан в 2003 году по патенту Великого приората Галлии.

Кроме того, существуют ложи, находящиеся под юрисдикцией Великого востока Франции и Великой ложи Франции.